# Donald Ridge
Donald Ridge är en bergstopp i Antarktis. Den ligger i Västantarktis. Chile gör anspråk på området. Toppen på Donald Ridge är 1 006 meter över havet.
Terrängen runt Donald Ridge är huvudsakligen kuperad, men söderut är den platt. Trakten är obefolkad. Det finns inga samhällen i närheten. 